# Тівісса – Аро – Бергара
Тівісса – Аро – Бергара – важливий елемент газотранспортної системи Іспанії, що забезпечує маневр ресурсом у північно-східній частині країни.
Наприкінці 1970-х років уздовж північної частини середземноморського узбережжя Іспанії пройшов трубопровід Барселона – Тівісса – Валенсія, який надав доступ до ресурсу, імпортованого за допомогою термналу для прийому зрідженого природного газу Барселона ЗПГ. Це дозволило узятись за газифікацію долини Ебро та промислового району Басконії, для чого в 1979 – 1980 роках спорудили трубопровід Тівісса – Аро – Бергара. Він мав загальну довжину 457 кілометрів та був виконаний в діаметрі 750 мм. Для трубопроводу обрали робочий тиск у 7,2 Мпа.
Протранспортований ресурс міг передаватись до газопроводів Ель-Вільяр-де-Арнедо – Ларрау (живлення Наварри та інтерконектор з Францією), Аро – Альхете (прямує до столичного регіону), Бергара – Більбао (живлення промислового регіону Басконії) та Бергара – Ірун (ще один інтерконекторз Францією). Крім того, трубопровід Сарагоса – Серрабло забезпечив сполучення з підземним сховищем газу Серрабло.
В 2003 році став до ладу термінал для прийому зрідженого природного газу Більбао ЗПГ, що створило умови для реверсування напрямку руху у західній частині системи Тівісса – Аро – Бергара. Наприкінці 2000-х в цьому районі також виникло сполучення з газопроводом Лемона – Аро.
Зростали і можливості з подачі ресурсу із системи Барселона – Тівісса – Валенсія, тому в 2010-му на ділянці від Тівісси до Кастельноу проклали другу нитку діаметром 650 мм.
Також можливо відзначити, що від Тівісса – Аро – Бергара живляться ТЕС Ескатрон компанії Repsol, ТЕС Ескатрон компанії Global 3 Energia, ТЕС Кастельноу, ТЕС Аррубаль, ТЕС Кастехон компанії Iberdrola та ТЕС Кастехон компанії HC Energia. 